# Archipel de Riou
Cet article court présente un sujet plus développé dans : Île de Riou.
L'archipel de Riou (francisation de l'occitan Riu /riw/, au sens de "proche du rivage"), ou archipel du Riou, est un archipel situé au sud de Marseille, au large du massif des Calanques de Marseille.
Il est « l'unique archipel inhabité du littoral continental français ». Il est également connu pour sa biodiversité, avec notamment plus de 200 espèces d'oiseau, ce qui lui vaut sa présence dans le parc national des Calanques.
L'ensemble de l'archipel représente  162 hectares dont 157,54 ha d'espace protégé qui appartiennent depuis 1992 au conservatoire du littoral.
L'archipel de Riou comprend :

Carte de l'archipel de Riou.

- l'île de Riou (la plus grande île de l'archipel) ;
- l'île Jarre ;
- l'île de Jarron ;
- l'île Calseraigne (aussi connue comme île Plane) ;
- l'île Maïre et l'île Tiboulen de Maïre ;
- l'île Moyade et les Moyadons ;
- Plusieurs îlots et rochers : le Petit et le Grand Congloué[3], Esteou, les Impériaux, les Pharillons.

L'archipel du Riou est en majorité interdit d'accès à l'exception de la côte nord de l'ile de Riou ou le débarquement est autorisé. Il existe également deux sentiers balisés sur cette ile.

## Histoire
D'un point de vue historique, la présence humaine est attestée sur l'archipel depuis le Néolithique et des fragments de terre cuite attestent de l'occupation grecque et étrusques de l'archipel.
Au XIXᵉ siècle, l'archipel est exploité pour en extraire le sable qui sera utilisé à Marseille.

## Écosystème terrestre et Biologie
L'archipel du Riou, situé au sud de Marseille, abrite une diversité remarquable d'espèces végétales et animales, faisant de cet endroit un véritable sanctuaire écologique. Plus de 320 espèces végétales ont été répertoriées sur l'île, dont 18 sont protégées par la loi.
En tant qu'ancienne réserve naturelle intégrée au Parc national des Calanques en 2002, l'accès à l'archipel est restreint pour préserver son écosystème et limiter l'impact touristique.
Les versants Nord présentent une mosaïque de buissons de lentisques, des éboulis, des roches nues et une végétation littorale adaptée aux environnements salins (halophile).
Les versants Sud, en revanche, offrent un paysage minéral spectaculaire, avec des falaises vertigineuses plongeant abruptement dans la mer.
Ces îles servent de refuge à de nombreuses espèces rares, tant animales que végétales, constituant un patrimoine naturel reconnu à l'échelle européenne. Les falaises, en particulier, sont des sites de reproduction prisés pour des espèces protégées telles que le Faucon pèlerin et le Grand duc d'Europe, ainsi que d'autres espèces comme le Monticole bleu et le Martinet à ventre blanc. Un habitant particulièrement rare, le Phyllodactyle d'Europe, un petit gecko nocturne, trouve également refuge sur ces iles.

### Mammifères
Les mammifères sur l'île sont rares, avec des espèces invasives telles que le rat noir et le lapin, ainsi que des espèces autochtones comme la musaraigne des jardins.
Parmi les habitants notables de l'île, on compte le lézard ocellé, le lézard des murailles  et la couleuvre bordelaise ,.

### Oiseaux
Du côté aviaire, l'archipel est le lieu de reproduction privilégié de plusieurs espèces, dont le puffin cendré, représentant un tiers de la population française de cette espèce, le puffin de Méditerranée et l'océanite tempête.
Ces iles représentent le seul site en France en dehors de la Corse, où nichent ensemble le Cormoran huppé de Desmaret et trois espèces d'oiseaux marins endémiques de Méditerranée : le Puffin cendré, le Puffin de Méditerranée ou yelkouan, et l'Océanite tempête. Enfin, parmi les habitants les plus communs, le Goéland leucophée, dont la population a connu une augmentation significative, passant de 100 à 23 000 couples en un siècle, est aujourd'hui régulé via une stérilisation des œufs pour limiter son impact sur la flore locale.